# Юнга (село)
Юнга́ (рос. Юнга, чув. Юнкă) — село у Чувашії Російської Федерації, центр Юнгинського сільського поселення Моргауського району.
Населення — 820 осіб (2010; 812 в 2002, 932 в 1979). У національному розрізі мешкають чуваші та росіяни. Населення окремих населених пунктів до об'єднання 1963 року:
| Населений пункт | 1858 | 1906 | 1926 | 1939 |
| --------------- | ---- | ---- | ---- | ---- |
| Яблоня          | 122  | 295  | 317  | 368  |
| Великі Чуваки   | 277  | 673  | 387  | 229  |
| Малі Чуваки     | 205  | 208  | 253  | 280  |
| Ларготи         | -    | -    | 346  | 290  |

## Історія
Село утворилось шляхом об'єднання села Великі Чуваки та присілків Малі Чуваки, Ларготи, Яблоня. До 1866 року селяни мали статус державних, займались землеробством та тваринництвом. Діяла церква Святих Бориса й Гліба у селі Великі Чуваки (1873–1928). 1878 року у присілку Яблоня (Юнга-Ядріна) відрито земське сільське училище, з 1 жовтня 1885 року — парафіяльна школа. 10 жовтня 1884 року відкрито парафіяльну школу у селі Великі Чуваки (Велика Юнга), з 1868 року — земське сільське училище. 1930 року у присілку Яблоня створено колгосп «Нова Юнга», у присілку Малі Чуваки — «Чувак», у селі Великі Чуваки та присілку Ларготи — «Юнга».
До 1920 року населені пункти перебували у складі Татаркасинської волості Козьмодемьянського, до 1927 року — у складі Чебоксарського повіту. З 1 жовтня того ж року увійшли до складу Татаркасинського району, 1939 року — до складу Сундирського району, 1962 року — до складу Ядрінського, 1964 року — до складу Моргауського району.

## Господарство
У селі діють школа, дитячий садок, кабінет лікаря загальної практики, аптечний кіоск, бібліотека, клуб, пошта та відділення банку, 3 магазини, 2 кафе.